# Burbuja puntocom

Evolución del índice Nasdaq Composite entre 1994 y 2005.

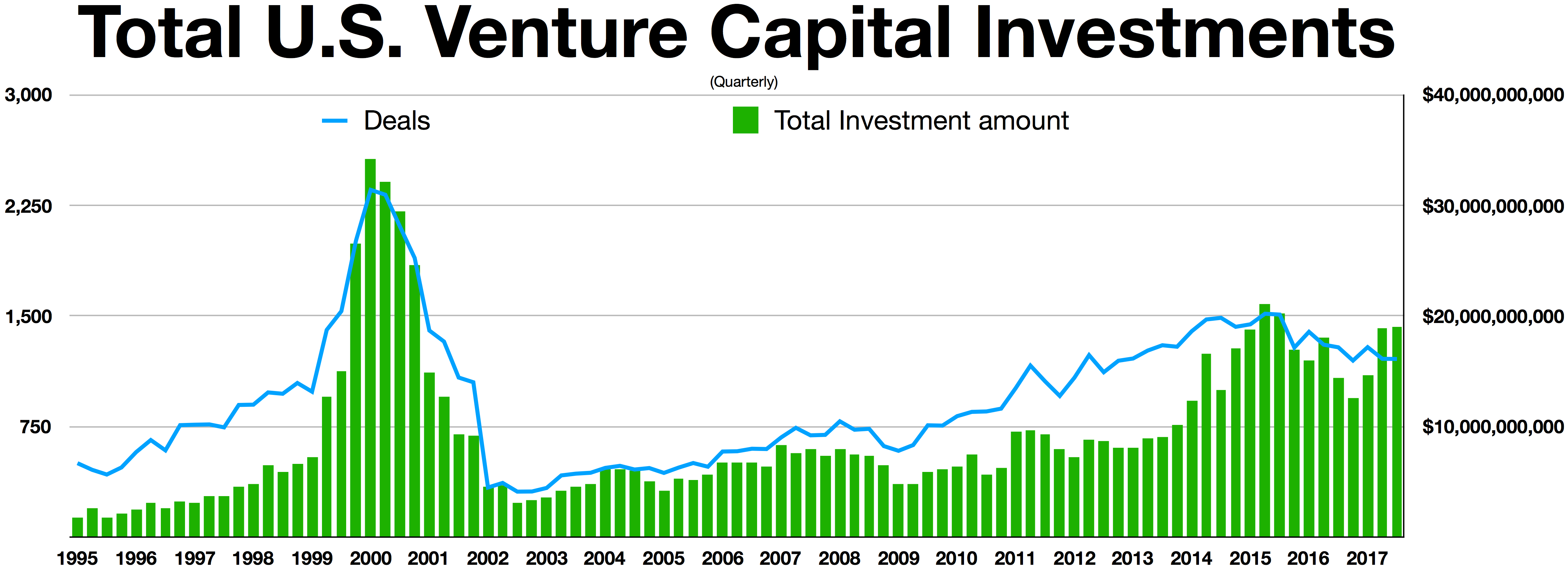
Evolución de las inversiones trimestrales de capital de riesgo en Estados Unidos, 1995-2017.

La burbuja puntocom (del inglés dot-com bubble) fue un período de crecimiento en los valores económicos de empresas vinculadas a Internet que se produjo entre 1997 y 2001. Durante este período, las bolsas de valores de las naciones occidentales vieron un rápido aumento de su valor debido al avance de las empresas vinculadas al nuevo sector de Internet y a la llamada nueva economía. Al pasar el tiempo, muchas de estas empresas quebraron o dejaron de operar.
El período fue marcado por la fundación (y en muchos casos, espectacular quiebra) de un nuevo grupo de compañías basadas en Internet designadas comúnmente como empresas puntocom. Una combinación de un veloz aumento de precios de las acciones, la especulación individual y la gran disponibilidad de capital de riesgo crearon un ambiente exuberante. El estallido de la burbuja.com marcó el principio de una relativamente suave, pero larga recesión en las naciones occidentales.
Entre 1995 y su pico en marzo de 2000, el índice bursátil Nasdaq Composite subió un 400 %, sólo para caer un 78 % desde su pico en octubre de 2002, renunciando a todas sus ganancias durante la burbuja. Durante el derrumbe bursátil, muchas empresas de tienda en línea, como Pets.com, Webvan y Boo.com, así como varias empresas de comunicaciones, como WorldCom, NorthPoint Communications y Global Crossing, se hundieron y acabaron cerrando. Algunas empresas, como Cisco, cuyas acciones cayeron un 86 %, Amazon.com y Qualcomm, perdieron una gran parte de su capitalización de mercado pero sobrevivieron.

## Desarrollo de la crisis

Tasas de interés gubernamentales históricas en los Estados Unidos.

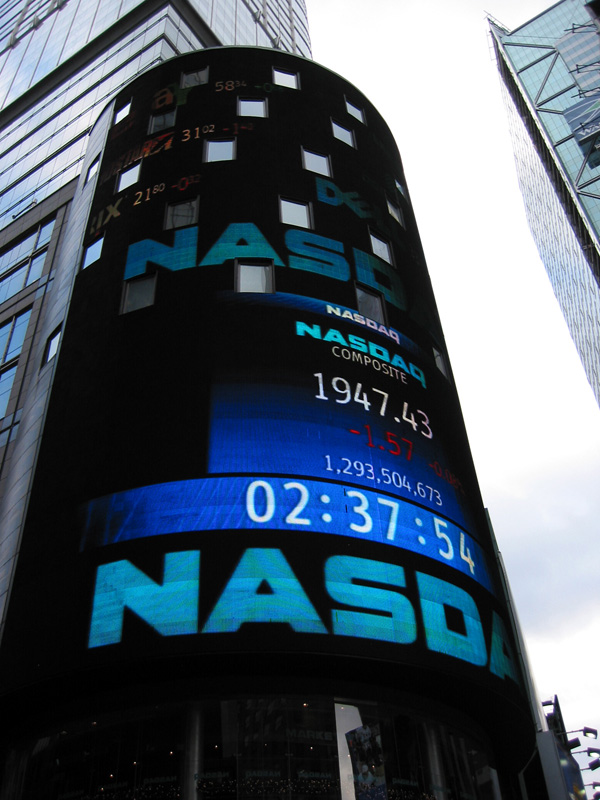
Edificio sede de NASDAQ en Nueva York, Estados Unidos.

A partir de la crisis de la burbuja (la caída del NASDAQ), las empresas puntocom comenzaron una serie de cierres, fusiones, adquisiciones y despidos, que hizo que algunos analistas sostuvieran que la nueva economía nunca existió, que todo se trató de una gran burbuja montada por algunos oportunistas para llenarse de dinero.
A efectos de tomar una dimensión del tamaño de la crisis, el índice NASDAQ (bolsa de valores electrónica de Nueva York) llegó en marzo del año 2000 a cotizar por sobre los 5000 puntos, llegando en poco tiempo a cotizar a 3500, y en octubre de 2002 su valor era de aproximadamente 1300 puntos, situándose en valores similares a los de diciembre de 1996.
Para poder analizar lo sucedido con el desplome del NASDAQ, es necesario comprender la transformación que habían sufrido los mercados financieros en los últimos años. 
A partir del desarrollo de las tecnologías informáticas y de telecomunicaciones, los mercados financieros se fueron globalizando e intercomunicando, de manera que pasaron a formar un mercado global e interdependiente, operado por redes informáticas en tiempo real. Estas transformaciones generan nuevas reglas de juego que proporcionan el capital necesario para financiar nuevos proyectos empresariales y están en el origen del desarrollo de las empresas de Internet, y de la nueva economía en general.
La aparición de los capitalistas de riesgo, con su accionar llevaron a la cotización de los valores bursátiles de empresas tecnológicas a niveles inéditamente altos, debido a un factor fundamental en el proceso de valoración: las expectativas. En otras palabras, los capitalistas de riesgo apostaban a que el crecimiento y el éxito de las empresas de la nueva economía se viera rápidamente recompensado por subidas en las cotizaciones de sus títulos.
Una comparación entre el valor de mercado de empresas del mundo virtual con empresas del mundo real, nos da una muestra de la excesiva valoración de las primeras (cifras en millones de dólares):
- 34 500 	 Yahoo!/Allied Signal (Google sustituyó a Yahoo como líder, gana quince veces lo que Allied Signal en 2016, y crece)
- 24 000 	 EBay/J.P. Morgan (en 2016 Alibaba ganó 6.11 veces lo que JP Morgan y Chase juntos; tuvieron que fusionarse)
- 23 000 	 Amazon.com/Alcoa (en 2017 los beneficios netos de Alcoa y Amazon son casi los mismos, y Amazon sigue creciendo)
- 17 900 	 Priceline.com/Federal Express  (en 2015 FedEx ganó un 0.7 % más que Priceline.com, líder que sigue creciendo)
- 10 500 	 Altavista.com/ADS line

Ahora bien, en cuanto aparecieron los primeros fracasos y dudas, las expectativas pasaron de ser favorables a desfavorables y los capitales huyeron tan rápido como llegaron, provocando el derrumbe. De todas formas muchas personas, ya antes del derrumbe, entendían que la valoración de las empresas del mundo virtual no era sostenible y que tarde o temprano iba a ocurrir una «corrección en el mercado», entendiendo que estos valores contenían una importante sobrevaloración de origen especulativo.
En el periodo comprendido entre el año 2000 y el 2003, desaparecieron 4854 compañías de Internet, ya por haberse fusionado con otras o por quiebra. Aún luego de esto, algunas empresas consiguieron mantenerse a flote, destacando los servicios en línea (banca en línea, transferencias, dominios, compras, etc.).

## Resumen
La caída de las acciones de empresas tecnológicas, también conocido como crisis de la burbuja puntocom, es un fenómeno que reconoce como causas principales las siguientes:
- Un cambio de expectativas sobre las empresas puntocom y tecnológicas en general debido a que los inversionistas comenzaron a notar que los principios de la nueva economía no eran tan distintos a los de la vieja, que era necesario que el dinero invertido en empresas emergentes se recuperase en un plazo razonable y que los modelos de negocios basados en el B2C subestimaron la complejidad y los costos de logística y distribución, y sobreestimaron algunos efectos de la economía en red de difícil comprobación empírica: la economía de la abundancia y la premisa de prestar servicios gratuitos porque la red recompensa la gratuidad.
- El otro factor fundamental que explica la caída es inherente al funcionamiento de los mercados financieros: la información. Las opiniones de algunos economistas y empresarios del poder establecido (comenzaron prediciendo la caída en 1997), terminaron por imponerse haciendo realidad la profecía autocumplida de que la burbuja algún día iba a estallar.
- La existencia de una sobrevaluación de ciertas acciones de empresas tecnológicas alimentada con fines especulativos.
- De todos modos, hoy podemos ver un resurgir de estas políticas de empresas puntocom, pero con ideales empresariales mucho más organizados y no como pequeñas mega empresas que aparecen y desaparecen del mercado en un abrir y cerrar de ojos.